# Assi del linguaggio
In linguistica, gli assi del linguaggio sono i due piani su cui è esercitata l'attività mentale degli esseri umani in rapporto al linguaggio. Fu originariamente il fondatore della linguistica moderna, il linguista svizzero Ferdinand de Saussure (1857-1913), ad individuare due tipi fondamentali di relazione tra elementi linguistici, che egli chiamò rapporto sintagmatico e rapporto associativo.

## Descrizione
Secondo de Saussure, l'attività del parlante implica tanto una sequenzialità "orizzontale", rappresentata dal susseguirsi dei suoni concretamente emessi, quanto la possibilità di ricorrere ad un repertorio di elementi linguistici virtualmente sostituibili perché in relazione semantica, disposti "verticalmente" in quanto solo uno viene poi effettivamente immesso nell'enunciato. Si delineano, in tal modo, un asse sintagmatico, su cui si struttura il rapporto sintagmatico tra elementi linguistici, e un asse paradigmatico, come verrà definito poi dal linguista danese Louis Trolle Hjelmslev (1899-1965), che attiene piuttosto alla semantica degli elementi linguistici coinvolti nel discorso.
Per quanto riguarda l'asse sintagmatico, nella catena fonica i fonemi (cioè i foni considerati astrattamente rispetto alla loro resa concretamente fonica) sono in una relazione tale che ciascun segno assume un determinato valore in rapporto al contrasto che istituisce con gli altri segni compresenti, in particolare con quelli che lo precedono e lo seguono. Così, ad esempio, esiste un rapporto sintagmatico tra il fonema nasale /m/ e il fonema occlusivo /p/ nella parola campo. Si parla invece di rapporto associativo tra elementi segnici nel senso che sussiste una relazione tra gli elementi linguistici posti nella catena fonica ed altri, alternativi ai primi, che vengono però richiamati alla memoria da qualche elemento in comune con quelli opzionati. Tali elementi comuni possono essere di ordine semantico (per cui, nel dire insegnamento, posso pensare a istruzione). In altri casi, i segni sono in relazione associativa perché appartengono allo stesso paradigma lessicale (come il nome dominio e il verbo dominare) o flessionale (come il nominativo latino dominus e il corrispondente genitivo domini).
Sempre nella terminologia di de Saussure, i rapporti sintagmatici si svolgono in praesentia, mentre sull'asse paradigmatico, che ha uno sviluppo "verticale", gli elementi linguistici in contrasto sono alternativi l'uno all'altro, per cui si danno in absentia.
In Hjelmslev (1961), l'asse sintagmatico è scandito da relazioni con funzioni et, mentre l'asse paradigmatico da correlazioni con funzioni aut. Il linguista russo Roman Jakobson (1896-1982) parla poi di un "asse della combinazione" (o "concatenazione") e di un "asse della selezione" (o "sostituzione"), corrispondenti approssimativamente all'asse sintagmatico e all'asse paradigmatico.
Rapporto sintagmatico e rapporto paradigmatico si oppongono dicotomicamente. Scrive Roman Jakobson: